# 페리오디스모 파라 토도스
《페리오디스모 파라 토도스》(스페인어: Periodismo para todos)는 아르헨티나의 탐사보도 프로그램이다.